# Gymnasium Lilienthal
Das Gymnasium Lilienthal ist ein im Lilienthaler Ortsteil Falkenberg (Landkreis Osterholz, Niedersachsen) gelegenes öffentliches Gymnasium, in dem durchgängig die Klassenstufen 5 bis 13 unterrichtet werden.

## Geschichte
1975 wurde aufgrund steigender Schülerzahlen am Gymnasium Osterholz-Scharmbeck beschlossen, in Lilienthal, Ritterhude und Schwanewede eigenständige Gymnasien einzurichten. In Lilienthal entstand 1976 das Gymnasium Lilienthal, das im Hause der Haupt- und Realschule im Schulzentrum Schoofmoor untergebracht war. Die Schule war zunächst ein Gymnasium für den Sekundarbereich I. Im Folgejahr wurde sie um den Sekundarbereich II erweitert. Angesichts steigender Schülerzahlen erfolgte die Verlagerung der Haupt- und Realschule, sodass das Gymnasium Lilienthal bis heute einziger Nutzer des Schulkomplexes am Schoofmoor ist. Im Jahre 1980 wurde am Gymnasium Lilienthal erstmals die Abiturprüfung abgenommen.
Seit 1996 gibt es einen Schüleraustausch mit Schulen aus Süditalien.
2007/08 erfolgte einen Komplettsanierung des Schulgebäudes. Der zweite Bauabschnitt des Gymnasiums wurde abgerissen.
Ein Erweiterungsbau für 4,8 Mio. Euro mit acht Unterrichtsräumen, konzipiert nach dem Modell des Münchener Lernhauses, an der Stelle des ehemaligen zweiten Bauabschnitts, befindet sich im Bau.

## Profil
In der Kursstufe kann zwischen dem Sprachlichen, dem Mathematisch-naturwissenschaftlichen, dem Musisch-künstlerischen und dem Gesellschaftlichen Schwerpunkt gewählt werden. Die Fächer Geschichte und Politik können seit 2010 ab den Jahrgangsstufen 10 bzw. 11 auch bilingual (Deutsch/Englisch) belegt werden. Eine Fortsetzung ist bis zur mündlichen Abiturprüfung möglich. Erste Pflichtfremdsprache ist Englisch, als weitere Fremdsprache kann zwischen Französisch, Spanisch oder Latein gewählt werden. Alle Fremdsprachen können in der Oberstufe bis zur Abiturprüfung auf grundlegendem und auf erhöhtem Niveau belegt werden.
Das Gymnasium ist Ausbildungsschule und in dieser Funktion angeschlossen an das Studienseminar in Verden.
Seit 2016 ist das Gymnasium Lilienthal zertifizierte Berufsorientierungsschule und hat das Siegel proBerufsOrientierung erhalten.
2020/2021 ist die Erweiterung zu einer offenen Ganztagsschule geplant.

## Besonderheiten
Das Gymnasium verfügt seit 2009 über eine eigene Imkerei, wo die Schüler an der Imker AG teilnehmen können. Außerdem hat die Schule als eine von fünf Schulen im Landkreis Osterholz einen Schulsanitätsdienst aus Schülern, die vom Roten Kreuz ausgebildet wurden.

## Schulleiter
- Norbert Bruder (1976–2000)
- Richard-Joachim Schultz (2000–2005)
- Hermann Vehring (2007–2010)
- Wolfgang Jost (2010–2018)
- Denis Ugurcu (seit 2018)

## Persönlichkeiten

### Ehemalige Schüler
- Tim Sültenfuß (* 1993), Politiker (Die Linke)